# Highland County, Ohio
Highland County är ett administrativt område i delstaten Ohio, USA. År 2010 hade countyt 43 589 invånare. Den administrativa huvudorten (county seat) är Hillsboro.

## Geografi
Enligt United States Census Bureau har countyt en total area på 1 445 km². 1 433 km² av den arean är land och 12 km² är vatten.

### Angränsande countyn
- Fayette County - nord
- Ross County - nordost
- Pike County - öst
- Adams County - sydost
- Brown County - sydväst
- Clinton County - nordväst

### Städer och samhällen
- Greenfield (delvis i Ross County)
- Highland
- Hillsboro (huvudort)
- Leesburg
- Lynchburg (delvis i Clinton County)
- Mowrystown
- Sardinia (delvis i Brown County)
- Sinking Spring